# 小行星3409
小行星3409（3409 Abramov）是一颗绕太阳运转的小行星，为主小行星带小行星。该小行星于1977年9月9日发现。

## 轨道参数
小行星3409的轨道半长轴为2.8558739 UA，离心率为0.0824478。